# Закон на Паскал
Законът на Паскал в хидродинамиката гласи, че налягането, упражнявано от външни сили върху течности или газове (флуиди), се предава равномерно във всички посоки.
По-точната формулировка на закона гласи, че налягането в даден флуид в равновесие е еднакво във всички негови точки на дадена дълбочина, което е тясно свързано с формулировката на основния принцип на хидростатиката:
Разликата в налягането на флуид между две точки с дадена дълбочина е равно на теглото на водния стълб на единица площ, имащ за височина разликата в дълбочините и сечение, равно на единицата площ.

## Математическо представяне
- Разликата в налягането на течност между две точки на дълбочини съответно h1 и h2 е равна на:

{\displaystyle P_{2}-P_{1}=\rho g(h_{2}-h_{1})\,}
Където {\displaystyle \rho } е плътността на течността, а g е земното ускорение.
Оттам следва и формулата за налягането на течността в произволна точка на дълбочина h:
{\displaystyle P=P_{0}+\rho gh\,}
Където P0 е налягането на повърхността (атмосферното налягане ако течността е в допир с атмосферата).

## Приложения
- Налягането се увеличава с нарастването на дълбочината. На 10 m дълбочина в морето, налягането е два пъти по-голямо от атмосферното – то нараства със 100 kPa на всеки 10 m.
- Хидравличната преса – сила от 1 N, упражнявана върху 0,01 m² отговаря на сила от 100 N, упражнявана върху 1 m².